# 謝展基
謝展基（Jackie Tse Jin Gei）香港出生，現居於加拿大温哥華，是温哥華舉行的2005年度《Sunshine Boyz》入選參賽者之一，也是加拿大中文電台FM96.1的粤語節目主持。有時也會在新時代電視主持節目。
謝展基孩提時代曾試鏡香港電影 《阿郎的故事》演周潤發兒子，不過沒有被取錄。
2005年參加在温哥華舉行、加拿大中文電台AM1470和FM96.1舉辦的《Sunshine Boyz》，但未能入三甲。但因而加入電台，並參與新時代電視節目。為當地華人所熟悉。
謝展基是一個業餘的風水大師,外號'神婆基'.他深信一命二運三風水,若能掌握風水命理,就可以扭轉乾坤。

## 現主持節目
- 《Sunday 有營人》--FM96.1(與 Jojo 合作)
- 《熒幕八爪娛》--新時代電視（温哥華）[永久]（页面存档备份，存于）（页面存档备份，存于）

## 曾参演節目

### AM1470
《深宵看更-火速上位》（主持）

### FM96.1
- 《三岔口》--FM96.1(與 Felix、Ivy 合作)
- 《新地呯嘭嘩》--FM96.1(與占史、Coco合作)

### FM96.1/AM1470
- 2009年-《2009粵語Radio Idol爭霸戰》（司儀，與占史、徐家欣合作）
- 2009年8月-《SunShine Nation》（司儀，與劉沛龍、April合作）
- 2009年-《1470十六周年“唱好歌創賀台慶”拉闊音樂會》（表演嘉賓）[永久][永久][永久]
- 2008年-《第13屆加拿大中文歌曲創作大賽 》 （表演嘉賓）
- 2008年-《2008粵語Radio Idol爭霸戰》（司儀，與阿橙、徐家欣合作）
- 2008年-《SunShine Nation》（司儀，與阿愷、溫國祥合作）
- 2007年-《第12屆加拿大中文歌曲創作大賽 》 （表演嘉賓）[永久]
- 2006年-《第11屆加拿大中文歌曲創作大賽 》 （表演嘉賓）[]
- 2005年-《Sunshine Boyz》（参賽者）

### 新時代電視(溫哥華)
- 2010年-《新秀歌唱大賽溫哥華準決賽》（司儀，與阿愷，杰拉德合作）
- 2009年-《新秀歌唱大賽溫哥華選拔賽》 （表演嘉賓）
- 2008年-《溫哥華華裔小姐競選》 （表演嘉賓）
- 2008年-《新秀歌唱大賽溫哥華選拔賽》 （表演嘉賓）
- 2007年-《溫哥華華裔小姐競選》 （表演嘉賓）
- 2007年-《新秀歌唱大賽溫哥華選拔賽》 （表演嘉賓）
- 2006年-《溫哥華華裔小姐競選》 （表演嘉賓）
- 2006年-《新秀歌唱大賽溫哥華選拔賽》 （表演嘉賓）

### 八佰伴中心
- 2008年-《八佰伴中心15週年慶祝活動》 （表演嘉賓）[永久]

## 参看
- 加拿大中文電台
- FM96.1
- 新時代電視

## 外部連線
- 加拿大中文電台AM1470 DJ Profile - 謝展基（页面存档备份，存于）
- (温哥華)加拿大中文電台AM1470/FM96.1官方網站（页面存档备份，存于）
- 新時代電視温哥華節目主持-謝展基